# Максимов Юрій Павлович
Юрій Павлович Максимов (30 червня 1924, село Крюковка Козловського повіту Тамбовської губернії, тепер Мічурінського району Тамбовської області, Російська Федерація — 17 листопада 2002, Москва) — радянський військовий діяч, командувач військ Туркестанського військового округу, головнокомандувач військ Південного напрямку, головнокомандувач Ракетних військ стратегічного призначення (РВСП) — заступник міністра оборони СРСР (у 1985—1991 роках), генерал армії (16.12.1982). Кандидат у члени ЦК КПРС у 1981—1986 роках. Член ЦК КПРС у 1986—1990 роках. Депутат Верховної Ради СРСР 10—11-го скликань. Народний депутат СРСР (1989—1991). Герой Радянського Союзу (5.07.1982).

## Життєпис
Народився в селянській родині. З 1933 року родина Максимових проживала в селищі Барибіно під Москвою. Закінчив школу-семирічку в Барибіно в 1939 році, середню школу в Домодєдово в 1942 році. У перші місяці Німецько-радянської війни був мобілізований для будівництва укріплень на підступах до Москви.
У серпні 1942 року призваний до Червоної армії. Закінчив Перше Московське кулеметне училище в 1943 році, відразу після випуску направлений у діючу армію. Учасник німецько-радянської війни. Воював на Південно-Західному фронті командиром кулеметного взводу 187-го гвардійського стрілецького полку 61-ї гвардійської стрілецької дивізії 3-ї гвардійської армії. У бою на річці Сіверський Донець в липні 1943 року був важко поранений. Після одужання закінчив фронтові курси удосконалення офіцерського складу. З 1944 року командував кулеметною ротою 195-го гвардійського стрілецького полку 66-ї гвардійської стрілецької дивізії на 2-му, 3-му, 4-му Українських фронтах.
Член ВКП(б) з 1943 року.
У 1945—1947 роках — командир кулеметної роти в Прикарпатському військовому окрузі.
У 1947—1950 роках — слухач Військової академії імені Фрунзе.
З 1950 року служив в Головному оперативному управлінні Генерального штабу: офіцер-оператор західного напрямку, оператор управління.
З червня 1953 року — командир батальйону, з вересня 1953 року — начальник штабу 205-го гвардійського стрілецького полку 70-ї гвардійської стрілецької дивізії Прикарпатського військового округу.
З червня 1957 року — заступник командира мотострілецької дивізії, з грудня 1957 року — командир мотострілецького полку в Південній групі військ на території Угорщини.
З вересня 1961 по серпень 1963 року — начальник штабу 128-ї гвардійської мотострілецької дивізії Прикарпатського військового округу.
У 1963—1965 роках — слухач Військової академії Генерального штабу. Закінчив Військову академію із золотою медаллю.
У серпні 1965 — березні 1968 року — командир 77-ї гвардійської мотострілецької дивізії Ленінградського військового округу в місті Архангельську.
У березні 1968 — травні 1969 року — військовий радник при головнокомандувачі збройних сил Єменської Арабської Республіки. З травня 1969 року — в розпорядженні головнокомандувача сухопутних військ СРСР.
У листопаді 1969 — травні 1973 року — 1-й заступник командувача 28-ї загальновійськової армії Білоруського військового округу.
З травня 1973 року — 1-й заступник командувача військ Туркестанського військового округу. У 1976—1978 роках — керівник групи радянських військових спеціалістів в Алжирі. З грудня 1978 по січень 1979 року — знову 1-й заступник командувача військ Туркестанського військового округу.
У січні 1979 — вересні 1984 року — командувач військ Туркестанського військового округу. У грудні 1979 року радянські війська вторглися на територію Афганістану. Безпосередньо бойові дії вела 40-а загальновійськова армія, яка входила до складу Туркестанського військового округу. Тривалий час Юрій Максимов перебував в Афганістані.
За вміле керівництво військами округу і 40-ю армією, що брала участь у бойових діях, і проявлені при цьому мужність і героїзм Указом Президії Верховної Ради СРСР від 5 липня 1982 року генерал-полковнику Максимову Юрію Павловичу присвоєно звання Героя Радянського Союзу з врученням ордена Леніна і медалі «Золота Зірка».
У вересні 1984 — липні 1985 року — головнокомандувач військ Південного напрямку. Південний напрямок об'єднував Північно-Кавказький, Закавказький і Туркестанський військові округи, а також Каспійську флотилію. У зону відповідальності командування входили радянські війська в Афганістані.
10 липня 1985 — 12 листопада 1991 року — головнокомандувач Ракетних військ стратегічного призначення (РВСП) — заступник міністра оборони СРСР.
З 12 листопада 1991 року по 20 березня 1992 року — головнокомандувач Стратегічних сил стримування СРСР. З 20 березня по 9 жовтня 1992 року — командувач Стратегічних сил Об'єднаних збройних сил СНД. З жовтня 1992 року — в розпорядженні міністра оборони Російської Федерації.
З березня 1993 року — у відставці в Москві.
Помер 17 листопада 2002 року. Похований в Москві на Троєкуровському цвинтарі.

## Військові звання
- Полковник
- Генерал-майор (23.02.1967)
- Генерал-лейтенант (8.05.1974)
- Генерал-полковник (16.02.1979)
- Генерал армії (16.12.1982)

## Нагороди
- Герой Радянського Союзу (5.07.1982)
- Два ордени Леніна (1980, 5.07.1982)
- Орден Жовтневої Революції (1988)
- Два ордени Вітчизняної війни І ст. (1.11.1944, 11.03.1985)
- Три ордени Червоного Прапора (22.03.1945, 1956, 1968)
- Орден Червоної Зірки (28.07.1943)
- Орден «За службу Батьківщині у Збройних Силах СРСР» ІІІ ст. (1975)
- Орден Білого Лева «За перемогу» (Чехословаччина)
- Орден «Магриба» (Ємен)
- Орден Червоного Прапора (Демократична Республіка Афганістан)
- Медаль «За бойові заслуги» (1953)
- Медалі